# Daimabad
Daimabad es una aldea desierta y yacimiento arqueológico en la orilla izquierda del río Pravara, un afluente del río Godavari en Shrirampur taluka en el distrito de Ahmednagar del estado de Maharashtra en India.
Este yacimiento fue descubierto por B. P. Bopardikar en 1958. Hasta ahora ha sido excavado tres veces por los equipos del Servicio Arqueológico de la India. La primera excavación en 1958-59 se llevó a cabo bajo la dirección de M. N. Deshpande. La segunda excavación en 1974-75 fue dirigida por S. R. Rao. Por último, las excavaciones entre 1975-76 y 1978-79 se llevaron a cabo bajo la dirección de S. A. Sali. Los descubrimientos de Daimabad sugieren que la cultura de Harappa tardía se extendió hasta la meseta delDecán en la India. Daimabad es famosa por la recuperación de numerosos objetos de bronce, algunos de ellos influidos por la civilización del valle del Indo.

## Fases de ocupación
Las excavaciones realizadas en un yacimiento ocupacional de 5 m de espesor expusieron pruebas de cinco fases culturales de la Edad del Cobre distintas, basadas en su cerámica pintada característica:
- Fase I: cultura Savalda (antes de 2300/2200 a. C.)
- Fase II: civilización del valle del Indo  (c. 2300/2200-1800 a. C.)
- Fase III: cultura Daimabad (cerámica negra sobre beige/crema) (c. 1800-1600 a. C.)
- Fase IV: cultura Malwa  (c. 1600-1400 a. C.)
- Fase V: culture Jorwe (c. 1400-1000 a. C.)

Hay una interrupción en la ocupación de alrededor de medio siglo entre la Fase II (período Harappa tardío) y la Fase III (período Daimabad).

### Fase I: Cultura Savalda
Las casas de esta fase en Daimabad eran de paredes de barro con extremos redondeados, trilaterales, de una habitación, dos habitaciones y tres habitaciones, con hogares, fosos de almacenamiento prehistóricos y tinajas. A veces había patios delante y en un lugar se ha trazado un camino. Los restos vegetales incluían cebada, lenteja, guisante común, guisante forrajero y grano negro/grano verde. En la excavación se encontraron anillos de cobre y bronce, cuentas de concha, terracota, cornalina y ágata, microlitos, puntas de flecha de hueso y muelas de piedra. En el interior de una casa se encontró un objeto de ágata con forma de falo. La cerámica de esta fase era de grano medio a grueso, fabricada a torno lento y tratada con un engobe grueso que presentaba craquelados y adquiría colores marrón claro, chocolate, rojo y rosa. En la mayoría de los casos estaba pintada de color ocre rojizo y solo en unos pocos casos con pigmentos blancos y negros. La cerámica gris bruñida, la ondulada negra bruñida y la roja gruesa hecha a mano con decoraciones incisas y aplicadas fueron las otras cerámicas encontradas.

### Fase III: Cultura Daimabad
La cerámica típica de esta fase era una loza negra sobre crema, principalmente una cerámica hecha a torno lento, con ejemplos torneados a torno rápido. Estaba tratada exteriormente con un engobe fino, descascarillado en algunos lugares, y estaba pintada en negro con diseños principalmente geométricos. Cuchillas microlíticas, herramientas de hueso, una sola pieza de colmillo de elefante trabajado, cuentas y un par de fragmentos de anillos graduados de terracota utilizados quizá como medidores son los hallazgos significativos de esta fase. A los restos vegetales de esta fase se añadió el jacinto. Se encontró parte de un horno de fundición de cobre. Los tres enterramientos hallados en esta fase eran de tres tipos diferentes: una tumba de fosa, una urna funeraria después de la cremación y un enterramiento simbólico.

### Fase IV: Cultura Malwa
Se han identificado varios restos estructurales de esta fase. Las casas de barro de esta fase eran espaciosas, generalmente rectangulares, con suelos enlucidos de barro, postes de madera incrustados en las gruesas paredes de barro y escalones que conducían a la puerta desde el exterior. Una casa con hornos, uno de ellos con una cuchilla de cobre, se identificó como un taller de metalurgia. Por la presencia de altares de fuego, algunas estructuras se identificaron provisionalmente como religiosas. También se identificó un complejo estructural elaborado que, además de las viviendas o habitaciones estrechamente relacionadas con ellas, incluía una plataforma de barro de unos 18 m de longitud con altares de fuego de diferentes formas y una estructura de paredes de barro en forma de ábside, probablemente un templo asociado a la actividad sacrificial. Hubo 16 enterramientos en esta fase, ya fueran fosas o urnas. En el fondo de las fosas había ramitas de una planta fibrosa. Entre los artefactos hallados en esta fase había cuchillas microlíticas, objetos de cobre, cuentas de loza, objetos de terracota y hueso. Entre los restos vegetales había cebada, tres tipos de trigo, mijo, lentejas y legumbres. La Sugandha bela (pavonia odorata) se utilizaba probablemente para preparar perfumes. Las formas de la cerámica que se dieron en esta fase, como el cuenco carenado, la vasija tipo handi con pico tubular, el cuenco incurvado y la lota continuaron en la fase Jorwe.

### Fase V: Cultura jorwe
El asentamiento aumentó a unas 30 ha durante este periodo. En esta fase se descubrieron un total de 25 casas. Los excavadores identificaron las casas de un carnicero, un fabricante de cal, un alfarero, un fabricante de abalorios y un comerciante. Esta fase consta de cinco fases estructurales. En la primera se hallaron 11 casas, dos hornos y una cabaña de carnicero. En la segunda fase estructural se encontraron dos casas. Cinco casas en la tercera y cuarta fases estructurales. En la quinta fase estructural se encontraron dos estructuras. Se descubrieron restos de un muro de fortificación de barro con bastiones. La loza Jorwe hallada en los niveles inferiores de esta fase, con todos sus tipos y diseños pintados característicos, era de color rojo intenso y tenía una superficie brillante similar a la loza roja lustrosa. Las cerámicas asociadas fueron la cerámica gris bruñida y la cerámica gruesa hecha a mano. Los artefactos hallados en esta fase incluían microlitos, objetos de cobre, cuentas y figurillas de terracota. También se encontró un sello cilíndrico de terracota que representaba una escena de procesión por el bosque, un carro tirado por un caballo, seguido de un ciervo que miraba majestuosamente hacia atrás y delante un animal de cuello largo, probablemente un camello. Los restos de cultivos hallados en esta fase eran casi similares a los de la fase anterior, con la adición de tres nuevos tipos de mijo, mijo joda, mijo menor y mijo grande. Del total de 48 enterramientos encontrados en esta fase, 44 eran enterramientos en urnas, 3 eran enterramientos en fosas ampliadas y uno era un enterramiento ampliado en una urna.

## Tesoro de Daimabad
El descubrimiento más interesante del yacimiento es un tesoro de cuatro objetos de bronce realizado por un granjero local, Chhabu Laxman Bhil, en 1974. Encontró estos artefactos mientras excavaba en la base de un arbusto en la aldea de Daimabad. Luego se los dio a una persona reputada del pueblo, Lal Hussein Patel (trabajador social). Lal Patel informó al Servicio Arqueológico de la India.que más tarde adquirió  y actualmente se encuentra en el museo Chhatrapati Shivaji Maharaj Vastu Sangrahalaya en el Mumbai. La escultura de un carro se encuentra actualmente en el Museo Nacional de Nueva Delhi.
El tesoro se compone de:
1. una escultura de un carro, de 45 cm de largo y 16cm de ancho, sujeto con un yugo  a dos bueyes, conducido por un hombre 16cm de alto de pie en el carro;
2. una escultura de un búfalo de agua, de 31 cm de alto y 25 cm de largo, de pie sobre una plataforma de cuatro patas unida a cuatro ruedas macizas;
3. una escultura de un elefante de 25 cm de alto sobre una plataforma de 27 cm de largo y 14 cm de ancho similar a la escultura del búfalo de agua, pero faltan los ejes y las ruedas;
4. una escultura de un rinoceronte de 19 cm de alto y 25 cm de largo de pie sobre dos barras horizontales, cada una unida a un eje de dos ruedas macizas.

Los arqueólogos no son unánimes sobre la fecha de estas esculturas. Basándose en pruebas circunstanciales, M. N. Deshpande, S. R. Rao y S. A. Sali opinan que estos objetos pertenecen al periodo Harappa tardío. Pero sobre la base del análisis de la composición elemental de estos artefactos, D. P. Agarwal concluyó que estos objetos pueden pertenecer al período histórico. Su conclusión se basa en el hecho de que estos objetos contienen más de un 10% de arsénico, mientras que no se ha encontrado aleación de arsénico en ningún otro artefacto calcolítico.